# 本初子午線
本初子午線（ほんしょしごせん、英: Prime meridian）とは、経度0度0分0秒と定義された基準の子午線（経線）を指す。1980年代以降、国際的な本初子午線としてIERS基準子午線が使用されている。「本初」とは「最初」「首位」という意味である。

## 本初子午線の意義
赤道や地理極という明確な基準のある緯度と異なり、経度には明確な基準が自然には存在しないため、本初子午線は人為的に設定する必要がある。過去には、世界各地で様々な本初子午線が使用された。加えて、経度の測定には技術的な困難があった。
本初子午線は、180度経線とともに大円を形成する。この大円により、地球表面は2つの半球に分けられ、本初子午線の東の半球を東半球、西の半球を西半球という。

## 国際本初子午線
現在の国際的な本初子午線はIERS基準子午線（IERS Reference Meridian）である。
IERS基準子午線が策定される以前（1960〜1970年代まで）の国際的な本初子午線としては、グリニッジ天文台を基準としたグリニッジ子午線が長く使われた。これはIERS基準子午線から西に5.3101秒、距離にして102.478mの位置を通過している。これら2つの子午線は、全地球的には極めて近いことから、現在でも通俗的な説明としては「グリニッジ子午線」が「本初子午線」の意味で用いられることがある。
なお、日本の測量法体系でも、経度の基準として国際地球基準座標系 (ITRF) における経度0度の子午線を採用していると考えてよいが、厳密には現代の座標系の定義はそうではない。現代では方向の基準は宇宙測地観測局の位置から逆に定義されている。
日本において「本初子午線」を定めた法令は以下のとおりである。この規定は現在も効力がある。

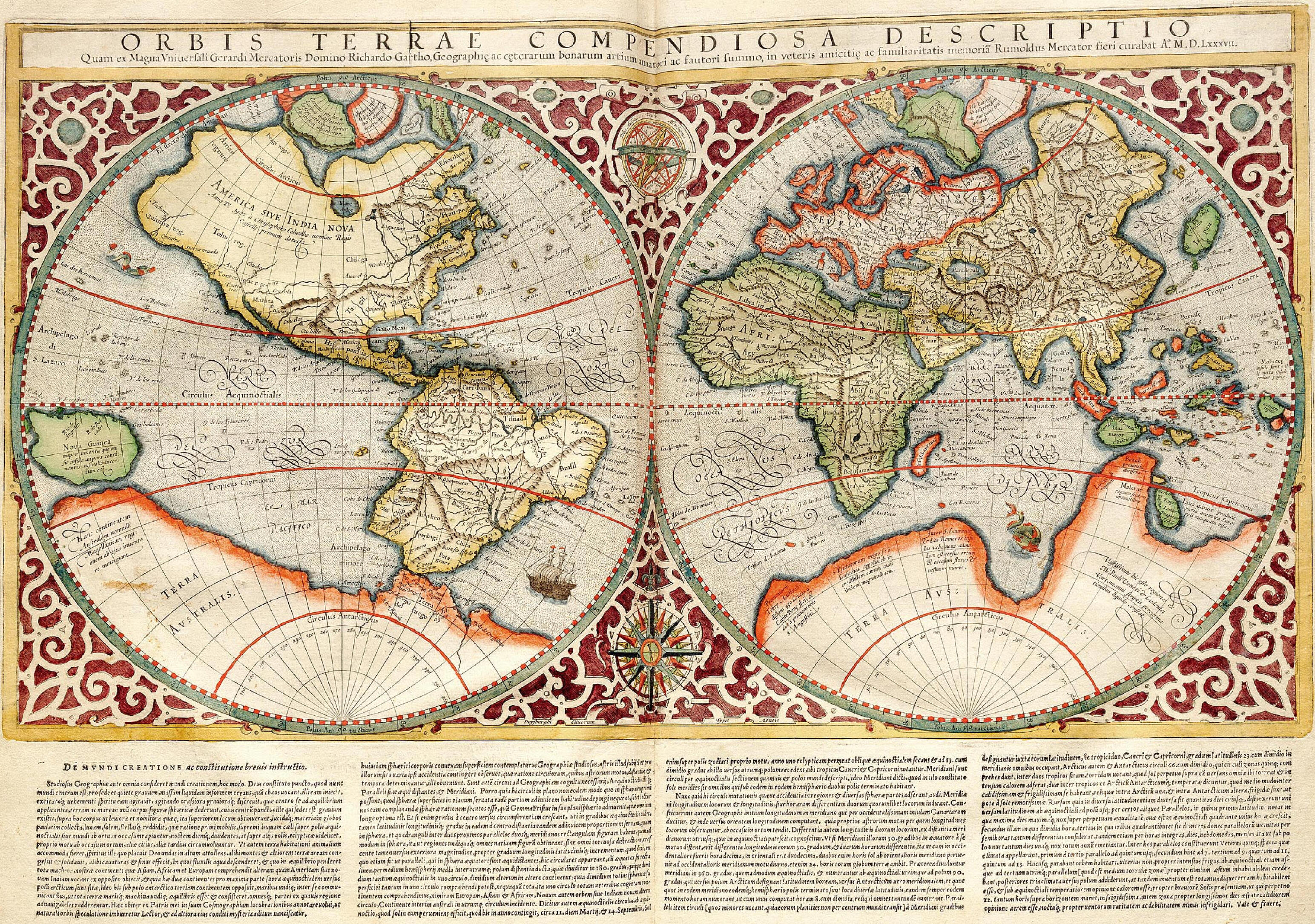
ゲラルドゥス・メルカトルのAtlas Cosmographicae（1595年）では西経25度線付近が本初子午線となっている。この子午線は大西洋のアゾレス諸島・サンタマリア島のすぐ西を通過する。180度経線は、当時存在が信じられていたアニアン海峡を通っている。

### IERS基準子午線
IERS基準子午線 (IRM:IERS Reference Meridian) は国際地球回転・基準系事業 (IERS) によって定義、保持されている測地系である国際地球基準座標系 (ITRF) のX軸方向である。アメリカ国防総省の運営するGPSの基準座標系WGS84の基準子午線もこれを用いている。
IERS基準子午線を基準にすると、グリニッジ天文台のグリニッジ子午線（エアリーの子午環）は1989年時点で西に角度で5.3101秒、距離にして102.478 m 離れた位置にある。このずれは、グリニッジ子午線がグリニッジにおける局所的な鉛直を用いた局所座標系であったために生じたものである。IRMは地心座標系であり、IRMを含む平面は地球の重力中心を通る。
GPSの前身となる最初の全地球航法衛星システムであるトランシット（アメリカ合衆国が1960年前後から開発）は、1960年に策定された全地球的測地系（地心座標系）であるWGSに基づき、その基準は北米測地系1927による基地局座標を用いた。アメリカ合衆国は1912年より公式にはグリニッジ子午線を本初子午線として採用していたが、トランシットを用いて1969年にグリニッジ子午線の位置を測定したところ、WGSは（また言い換えれば北米測地系をそのままで地心座標系とみなすことにすると）、グリニッジ子午線から、およそ102m東にずれた子午線を本初子午線としていることが明らかになった。これがIERS基準子午線となった。
IERS基準子午線の方向は地球の大陸プレートの動きの加重平均に追従する。
国際水路機関は1983年にすべての海図で国際地球基準座標系を採用している。

#### IERS基準子午線が通過する地点
本初子午線は、北極点から北極海、ヨーロッパ、地中海、アフリカ、大西洋、南極海、南極大陸を通過して南極点までを結ぶ。
| 地理座標                                           | 国・地域・海域   | 備考 |
| -------------------------------------------------- | ---------------- | --- |
| 北緯90度0分 東経0度0分 / 北緯90.000度 東経0.000度  | 北極海           | |
| 北緯81度39分 東経0度0分 / 北緯81.650度 東経0.000度 | グリーンランド海 | |
| 北緯72度53分 東経0度0分 / 北緯72.883度 東経0.000度 | ノルウェー海     | |
| 北緯61度0分 東経0度0分 / 北緯61.000度 東経0.000度  | 北海             | |
| 北緯53度45分 東経0度0分 / 北緯53.750度 東経0.000度 | イギリス         | 北端はイースト・ライディング・オブ・ヨークシャーのタンストール（英語版）の近く。 南端はイースト・サセックスのピースヘヴン（英語版）。                                                                                 |
| 北緯50度47分 東経0度0分 / 北緯50.783度 東経0.000度 | イギリス海峡     | |
| 北緯49度19分 東経0度0分 / 北緯49.317度 東経0.000度 | フランス         | 北端はカルヴァドス県ヴィレ・シュル・メール（英語版）。 バス=ノルマンディー地域圏 ペイ・ド・ラ・ロワール地域圏 ポワトゥー=シャラント地域圏 アキテーヌ地域圏 ミディ=ピレネー地域圏 南端はガヴァルニー（英語版）の近く。 |
| 北緯42度41分 東経0度0分 / 北緯42.683度 東経0.000度 | スペイン         | アラゴン州 - ピレネー山脈のモン・ペルデュのすぐ西を通過 バレンシア州 |
| 北緯39度56分 東経0度0分 / 北緯39.933度 東経0.000度 | 地中海           | バレンシア湾 |
| 北緯38度52分 東経0度0分 / 北緯38.867度 東経0.000度 | スペイン         | バレンシア州 |
| 北緯38度38分 東経0度0分 / 北緯38.633度 東経0.000度 | 地中海           | |
| 北緯35度50分 東経0度0分 / 北緯35.833度 東経0.000度 | アルジェリア     | |
| 北緯21度50分 東経0度0分 / 北緯21.833度 東経0.000度 | マリ             | |
| 北緯14度59分 東経0度0分 / 北緯14.983度 東経0.000度 | ブルキナファソ   | |
| 北緯11度6分 東経0度0分 / 北緯11.100度 東経0.000度  | トーゴ           | 約 600 m |
| 北緯11度6分 東経0度0分 / 北緯11.100度 東経0.000度  | ガーナ           | 約 16 km |
| 北緯10度57分 東経0度0分 / 北緯10.950度 東経0.000度 | トーゴ           | 約 39 km |
| 北緯10度36分 東経0度0分 / 北緯10.600度 東経0.000度 | ガーナ           | 北緯7度48分 東経0度0分 / 北緯7.800度 東経0.000度でヴォルタ湖の近くを通る。 |
| 北緯5度37分 東経0度0分 / 北緯5.617度 東経0.000度   | 大西洋           | 北緯0度0分 東経0度0分 / 北緯0.000度 東経0.000度で赤道を通る。 |
| 南緯60度0分 東経0度0分 / 南緯60.000度 東経0.000度  | 南極海           | |
| 南緯68度54分 東経0度0分 / 南緯68.900度 東経0.000度 | 南極大陸         | ドロンニング・モード・ランド（ ノルウェーが領有権を主張） |

### グリニッジの本初子午線

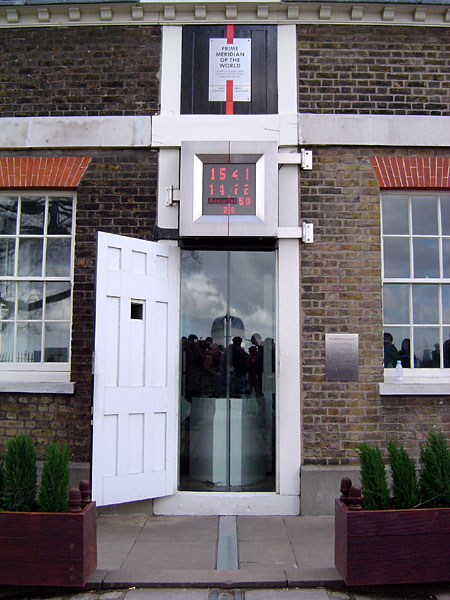
グリニッジ天文台の本初子午線の表示

グリニッジ子午線の位置は、1851年に当時の台長ジョージ・ビドル・エアリーが子午環（通称「エアリー子午環」）を設置し、以降、観測を行った地点と定義されている。
それ以前は、第2代王室天文官・エドモンド・ハレーが1721年に最初に観測した位置を、子午線儀を使って継承していた。その地点は、フラムスティード・ハウスとウェスタンサマーハウスの間の天文台の北西端の角であった。その地点（現在はフラムスティード・ハウスの中に包含されている）はエアリーの子午環から西に43メートルの場所であり、時角にして約0.15秒の距離にある。
1884年10月、世界で共通に使用する「経度0度」を決めるためにワシントンD.C.で開かれた万国子午線会議において、25か国41名の代表者によって、エアリーの子午環の位置、すなわちグリニッジ子午線を国際本初子午線とすることが採択された。
グリニッジ子午線は、地表から天文観測によって位置が決定され、地表の重力方向の鉛直線によって指向された。この天文観測に基づくグリニッジ子午線およびグリニッジ平均時は、当初は月距法によって、後に船でクロノメーターを運ぶことによって、その後には海底ケーブルによる電信によって、最後には無線信号によって、世界中に伝えられた。

## 歴史

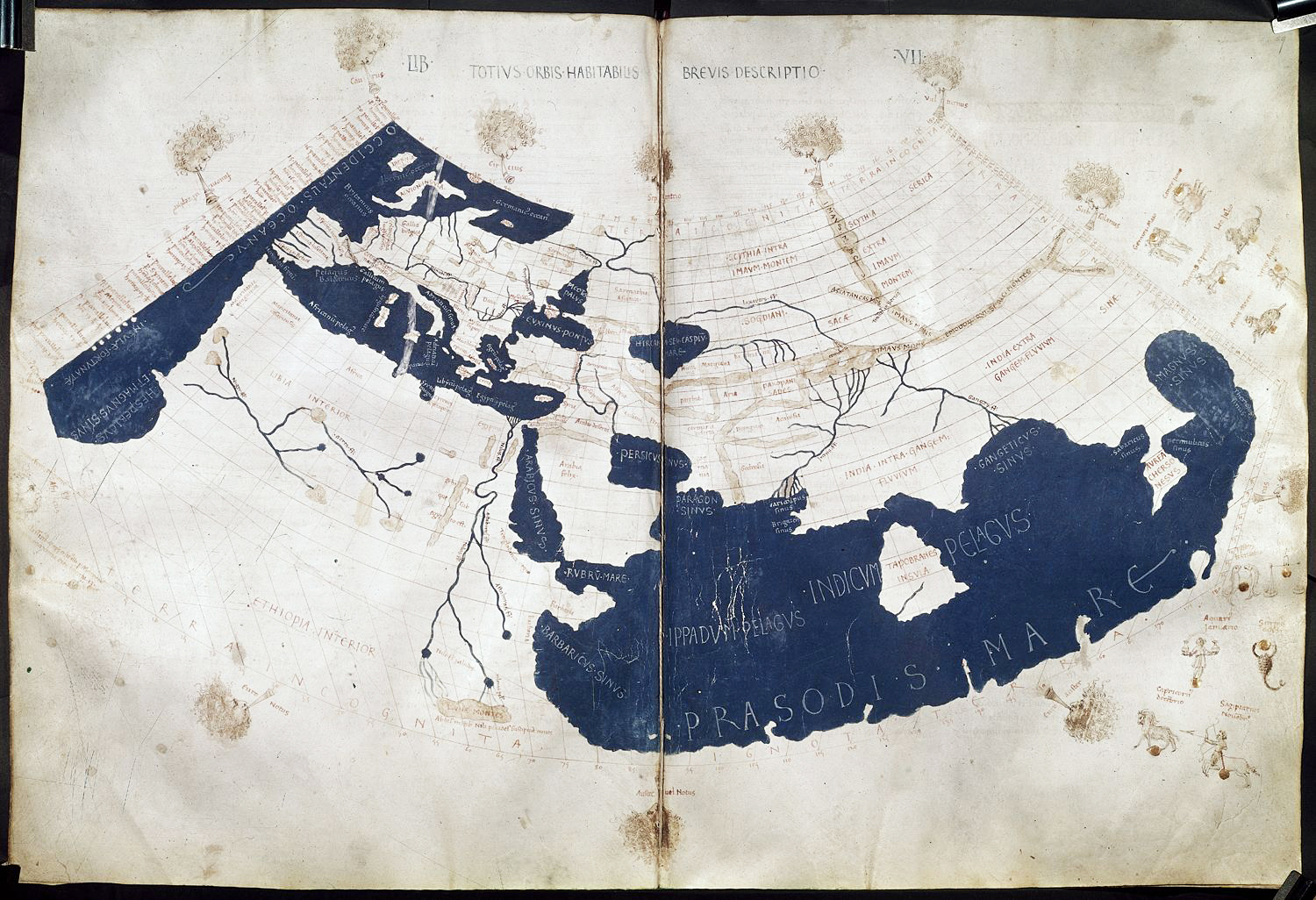
プトレマイオスの世界地図（150年ごろ。15世紀の複製）

経度の記法はアレクサンドリアのエラトステネス（紀元前276年ごろ - 紀元前195年ごろ）とロドスのヒッパルコス（紀元前190年ごろ - 紀元前120年ごろ）によって考案され、地理学者ストラボン（紀元前63年ごろ - 23年ごろ）によって数多くの都市に適用された。しかし、世界地図に一貫性のある経度を使用したのは、プトレマイオス（90年ごろ - 168年ごろ）の著書『ゲオグラフィア』（Geographia、地理学）が最初であった。
プトレマイオスは、"Fortunate Isles"と呼ばれたカナリア諸島（西経13 - 18度）などの大西洋の島々を基準とした。アフリカの最西端（西経17.5度）より西に本初子午線を設定することにより、プトレマイオスの地図には負の経度が現れない。プトレマイオスの本初子午線は、ウィンチェスターより西に18度40分（およそ西経20度）に相当する。このときよく用いられていた経度観測法は、異なる国での月食の観測時間を比較する方法であった（月食は世界中で同時に観測されるため）。

ディオゴ・リベイロの1529年の地図（バチカン図書館所蔵）

プトレマイオスの『ゲオグラフィア』は、その地図とともに1477年にボローニャで初めて印刷された。そして、初期の地球儀はプトレマイオスの地図を元に作成された。しかし、「自然の」本初子午線を画定するという試みは引き続きあった。クリストファー・コロンブスは1493年に、大西洋の中央のどこかで方位磁針が真北を指した（磁気偏角が0になった）と報告した。そして、この報告を元に、1494年のトルデシリャス条約で、スペインとポルトガルの間で新世界の境界が定められた。トルデシリャス条約で定められた境界は、ベルデ岬から西に370リーグの子午線に設定された。これがディオゴ・リベイロの1529年の地図に表されている。
遅くとも1594年のクリストファー・サクストンのころまで、アゾレス諸島のサンミゲル島（西経25.5度）が本初子午線として使用されてきたが、この頃から、磁気偏角が0になる線は子午線に沿って直線状に伸びるものではないということがわかってきた。

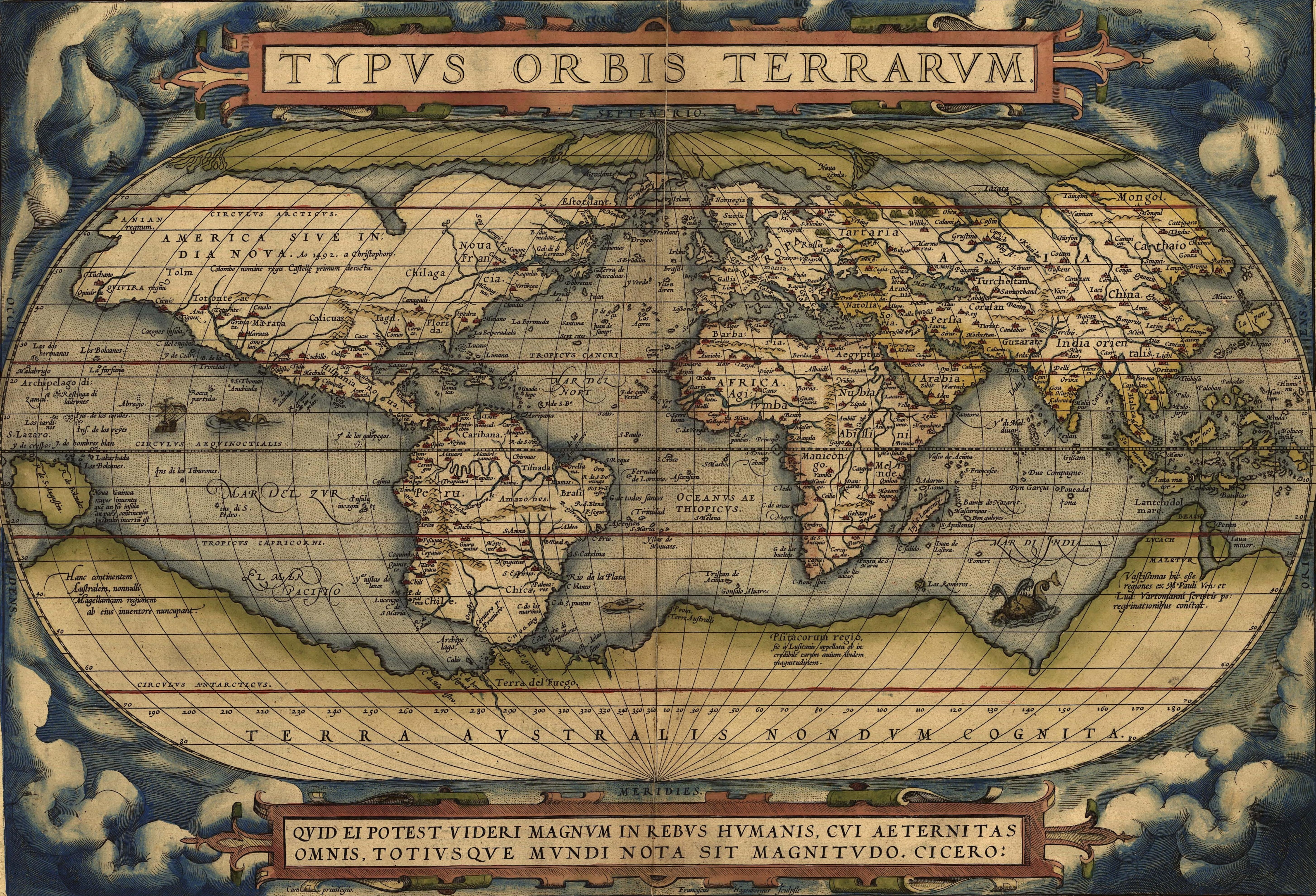
1570年のアブラハム・オルテリウスの世界地図

1541年、メルカトルは41cmの地球儀を作成し、カナリア諸島のフエルテベントゥラ島（西経14度1分）を通る箇所に本初子午線を引いた。彼の後の地図では、磁気の仮説に従ってアゾレス諸島を本初子午線とした。
しかし、1570年にオルテリウスが最初の地図を刊行する頃には、ベルデ岬のような他の島が本初子午線として使用されるようになってきた。オルテリウスの地図では、経度は今日のような西経180度から東経180度ではなく、0度から360度であった。この経度は18世紀まで使用された。。
1634年、フランスの政治家リシュリューは、パリから西に19度55分の所にあるカナリア諸島最西端のフェロ島を本初子午線とした（フェロ子午線）。不幸にも、フランスの地図製作者ギョーム・ドリルがパリとフェロ島との経度差をちょうど20度に丸めていたことから、フェロ子午線がフランスの本初子午線に採用されることとなった。
18世紀初頭、ジョン・ハリソンによるクロノメーターの開発と、正確な星図の発達により、海上における経度の測定が改善された。星図については特に、初代イギリス王室天文官のジョン・フラムスティードが1680年から1719年にかけて作成し、彼の後継者であるエドモンド・ハレーが広めた天球図譜が多くの航海者によって使われた。これにより航海者は、トーマス・ ゴッドフリーとジョン・ハドリーが開発した八分儀を使用して、月距法によってより正確な経度の測定が行えるようになった。1765年から1811年の間、ネヴィル・マスケリンは49版の『航海年鑑』を刊行した。それは、グリニッジ天文台を通るグリニッジ子午線を基準とするものであった。マスケリンの航海年鑑は、月距法を実用的なものにしただけでなく、グリニッジ子午線を全世界の基準点とした。航海年鑑のフランス語訳では、マスケリンの計算結果をパリ子午線基準に換算していた。
その後、鉄道網の整備が始まると陸域でも地域共通の時刻が必要とされはじめた。イギリスではロンドンの時間であるグリニッジ平均時が鉄道の運行に用いる「鉄道時間」として採用が始まった。その後、イギリス全土で共通の時刻を用いるよう収斂していった。これはのちの標準時の考え方の元となった。
1850年、アメリカ合衆国は旧海軍天文台子午線を本初子午線に採用した（航海用にはグリニッジ子午線を採用）。アメリカは領土が東西に長く広い鉄道網を持っていたため、国内で統一した子午線を使うことが必要とされていた。
一方1875年、国際地理学会はカナリア諸島フェルロを基点とするフェロ子午線を基準子午線とすることを決議した。全世界的に採用するには特定国の首都などは避けたほうがいいという主張を受け入れたものだが、実際にはカナリア諸島を基点とするとパリを基準にするのとほぼ同じ意味になる（経度差がちょうど20度のため）という理由であった。しかし、この基準子午線はフランス以外の国には非常に不評だった。1881年に再度開かれた国際地理学会では、カナリア諸島は基点としては不適で重要な観測拠点となりうる天文台を基点とするべきだという主張が行われた。
1884年10月13日、アメリカ合衆国の提案で国際子午線会議がワシントンD.C.で開かれた。投票の結果、グリニッジ天文台を基点とする案が採用され、グリニッジ子午線は国際的な基準子午線となった。この会議には日本からは菊池大麓が参加した。フランスは中立国を基点とするよう主張したがフランスの提案地には重要な天文台がない場所が多かったため、この提案は顧みられず、フランスは決議に棄権した。他にブラジルも棄権し、ドミニカ共和国は反対したが、他国は賛成した。
日本は、1886年7月13日の勅令「本初子午線經度計算方及標準時ノ件」で、グリニッジ子午線を本初子午線として採用した。それ以前の日本では、江戸時代に京都を通る本初子午線が用いられたことがある。明治初期には本初子午線についての対応が統一されておらず、海軍がグリニッジ子午線を本初子午線とする方針を示す一方、内務省は東京を通る本初子午線を定めていた（#日本における本初子午線参照）。
フランスは1911年3月9日に、アメリカ合衆国は1912年8月22日にグリニッジ子午線を本初子午線として公式に採用した。

### 日本における本初子午線
日本では、江戸時代以前には暦の計算の基準を京都に置いていた。江戸幕府が二条城西側の三条台村に改暦所（京都改暦所、西三条改暦所などとも呼ばれる。現在の京都市中京区西ノ京西月光町）という役所を設けると、改暦所を通る子午線が基準として使用されるようになった。1821年に完成した伊能忠敬の『大日本沿海輿地全図』は、改暦所を通る子午線を「中度」（経度の基準）として示している。伊能忠敬は経度の測定も試みたが、不十分であった。
明治時代に入ると、日本における暦の計算や測量の基準となる子午線は東京に置かれるようになった。しかし、東京のどの地点を基準とするかについては変遷があった（経度にして数秒の差異が出る）。また、明治初期にはこれらの業務に内務省や海軍省など複数の機関が関わっており、本初子午線に対する考え方も統一されていなかった。1869年（明治2年）1月に日本最初の洋式灯台である観音埼灯台の位置を布告する際にはパリを経度の初度（パリ子午線）としているが、1871年（明治4年）5月に天保山灯台の位置を告示する際にはグリニッジ天文台の位置を経度の初度（グリニッジ子午線）としている。
海図作成を必要とした海軍は、1871年（明治4年）7月に水路局を設立。1872年（明治5年）4月24日の太政官布告130号で、海軍省ではグリニッジ子午線を本初子午線として採用し築地に設けた海軍省標竿を東経139度45分25.05秒と定め、これを日本の測量の基準とするという方針が布告された（測量の基準点の変遷については、日本経緯度原点参照）。

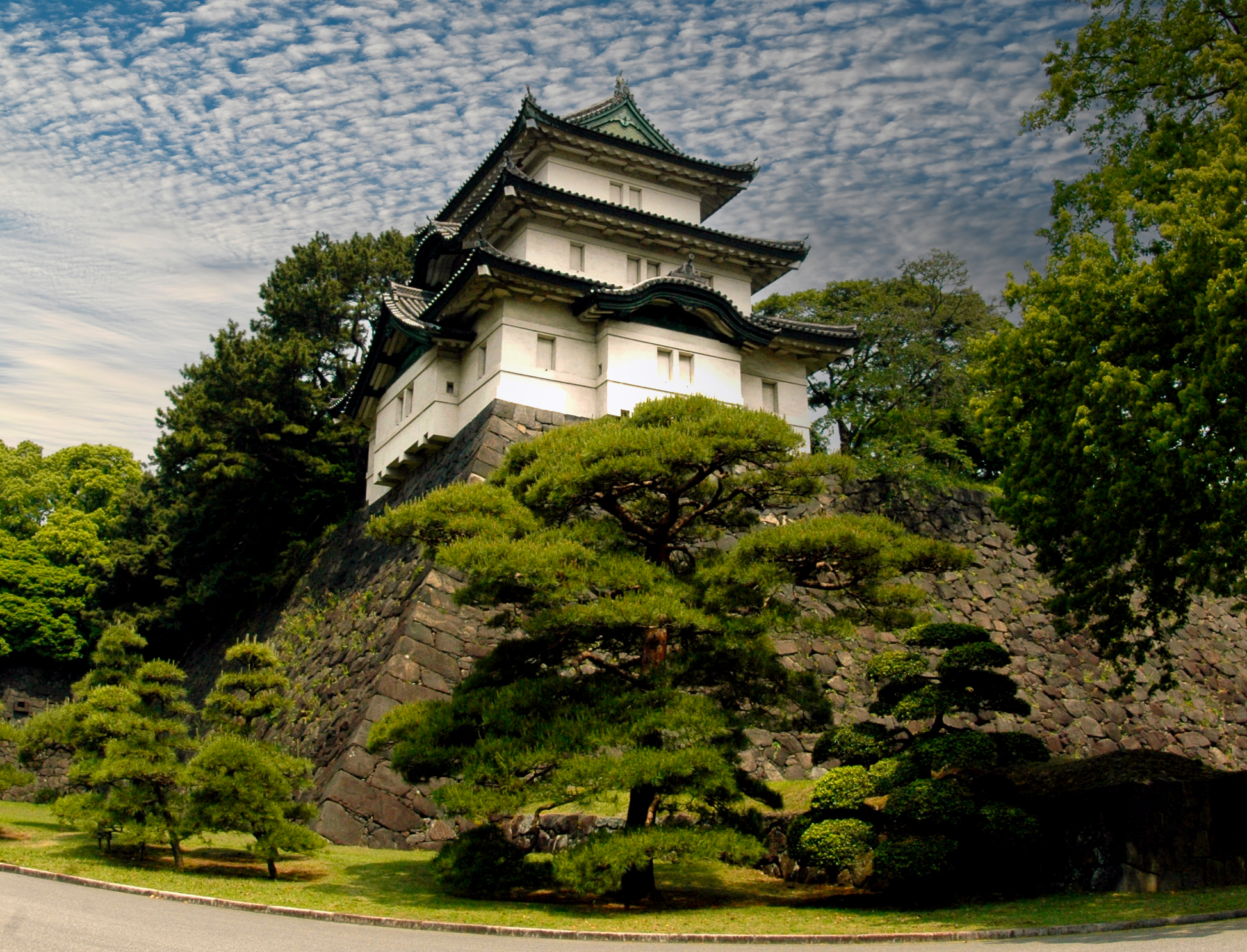
江戸城富士見櫓

一方、国内行政のための地図製作も必要とされ、工部省測量司では1872年（明治5年）3月に測量師長マクヴィンらの指導のもと東京府下で三角点の設置と測量を開始する:1（日本の三角測量の歴史参照）。この時、皇居（江戸城）本丸の富士見櫓に最初の三角点が置かれた:1。工部省測量司は1874年に内務省に移管され、のちに組織再編により内務省地理局となって、測量と地図作成の業務に当たった。内務省地理局が作成した地図では、基本的には富士見櫓を通る子午線が0度（本初子午線）とされている:2。
編暦（暦の編纂）の分野では、1873年（明治6年）の太陽暦導入に際し「政府刊行ノ太陽暦ハ東京皇城ノ経緯度ヲ初度ト定ム」という記述が『水路部沿革史』に見られる。当時政府が発行した暦には「時差表」が付され、「東京」を初度とする国内主要都市の経度が記された。ただし、過渡的には旧江戸幕府の浅草司天台の位置も用いられたようである。1875年（明治8年）以降、編暦業務は内務省に移され、1877年（明治10年）には内務省地理局が管掌することになった。
こうして地図と編暦を扱うことになった内務省地理局は、1877年（明治10年）に赤坂区溜池葵町（内務省地理局測量課所在地。現在の港区虎ノ門二丁目）に観象台（天体観測施設）を設けた。1878年（明治11年）作成の『実測東京全図』などでは葵町を通る子午線が本初子午線とされ:3、明治11年暦以降の暦でも反映された。

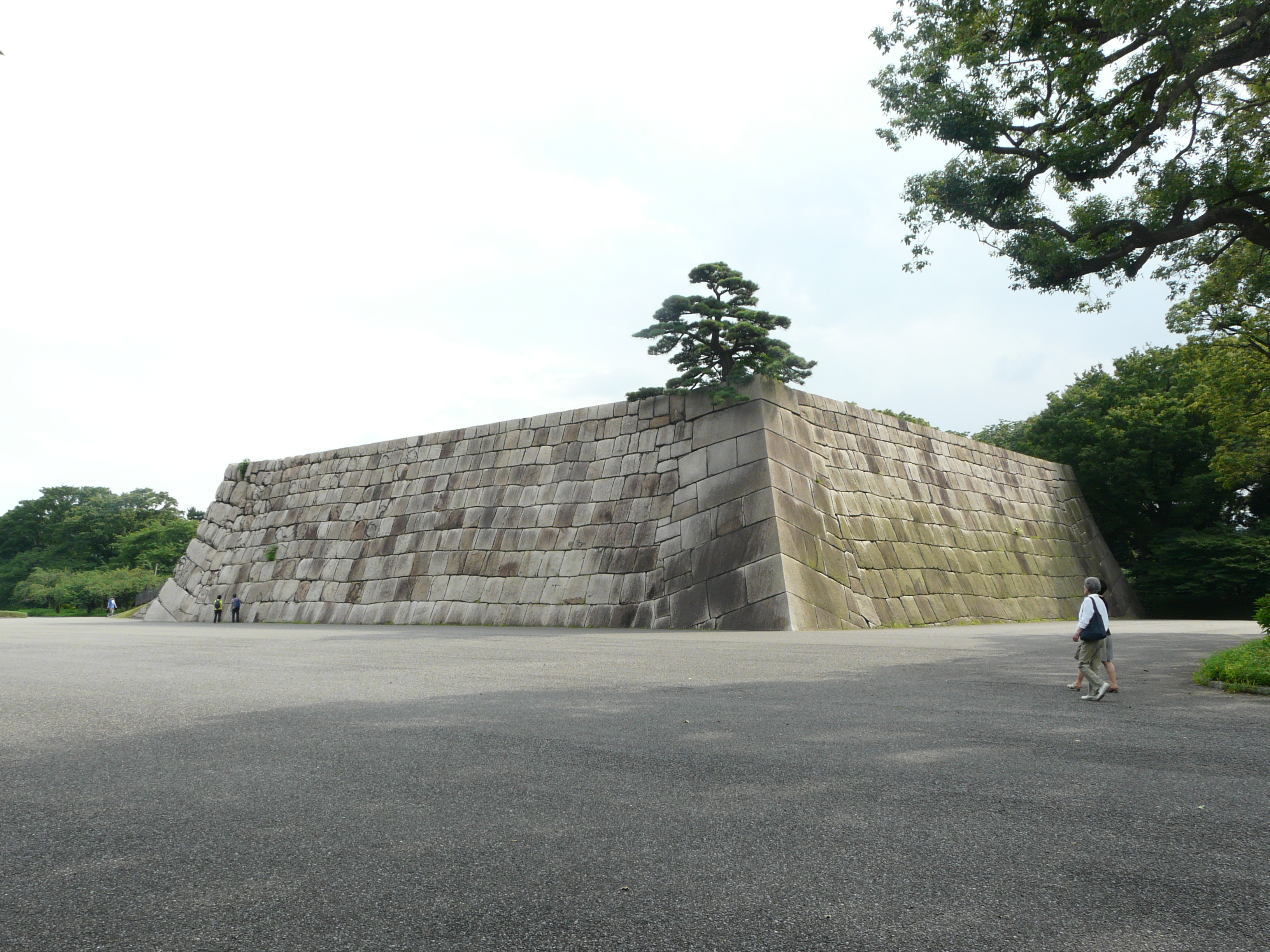
江戸城天守台

内務省では江戸城旧本丸天守台に観象台を移転する計画を立て、1881年（明治14年）に認められた。1882年（明治15年）12月27日には内務省より「経度ノ義ハ東京赤坂区溜池葵町三番地ヨリ起算致候処、今般旧本丸内天守台ヲ以テ経線零度ト相改候」との告示が出された（内務省告示甲第16号）。
なお、天体観測・測量・編暦という隣接・重複する業務が複数の機関で行われていたことからは、さまざまな問題が生じた。とくに、内務省と海軍省とで（グリニッジ子午線を本初子午線とした際の）経度の値が異なる問題があったが、1885年（明治18年）9月には両者の間で調整が行われ、経度が統一された。
1884年の国際子午線会議を受け、1886年（明治19年）7月13日の勅令「本初子午線經度計算方及標準時ノ件」で、グリニッジ子午線を本初子午線とすることが定められた。

## 世界各地の本初子午線
| 地名                                       | GPSによる経度 | 子午線の名称           | 備考 |
| ------------------------------------------ | --- | ---------------------- | --- |
| ベーリング海峡                             | 西経168度30分 |                        | - ベーリング海峡は、1884年の国際子午線会議で、ピエール・ジャンサンにより「自然な本初子午線の可能性」として提案された。 - 西経168度15分から168度45分の範囲がUrion Argadorにより提案されている。反対側の東経11度30分は、ペテルス世界地図で使用されているフィレンツェ子午線（東経11度15分）に近い。 |
| ワシントンD.C.                             | 西経77度03分56.07秒(1897), 西経77度04分02.24秒 (NAD 27), 西経77度04分01.16秒 (NAD 83)                                                                                | 新海軍天文台子午線     | |
| ワシントンD.C.                             | 西経77度02分48.0秒, 西経77度03分02.3秒, 西経77度03分06.119秒, 西経77度03分06.276秒 (both presumably NAD 27). If NAD27, the latter would be 77度03分05.194秒 (NAD 83) | 旧海軍天文台子午線     | |
| ワシントンD.C.                             | 西経77度02分11.56258秒 (NAD 83), 西経77度02分11.55880秒 (NAD 83), 西経77度02分11.57375秒 (NAD 83)                                                                    | ホワイトハウス子午線   | |
| ワシントンD.C.                             | 西経77度00分32.6秒 (NAD 83) | 議事堂子午線           | |
| フィラデルフィア                           | 西経75度10分12秒 |                        | |
| リオデジャネイロ                           | 西経43度10分19秒 |                        | [ 37 ] |
| フエルテベントゥラ島（アゾレス諸島）       | およそ 西経25度40分32秒 |                        | 中世まで使用。国際子午線会議でピエール・ジャンサンが「自然な本初子午線の可能性」として提案した。 |
| エル・イエロ島（フェロ島）（カナリア諸島） | 西経18度03分, later redefined as 西経17度39分46秒 | フェロ子午線           | 古代、プトレマイオスの『ゲオグラフィア』で使用。後に「グリニッジから西に17度39分46秒」から、「パリから西に20度」に再定義された。 |
| リスボン                                   | 西経9度07分54.862秒 |                        | |
| マドリード                                 | 西経3度41分16.58秒 |                        | |
| グリニッジ                                 | 西経0度00分05.3101秒 | グリニッジ子午線       | エアリー子午線 |
| グリニッジ                                 | 西経0度00分05.33秒 | イギリス測量局ゼロ経線 | ブラッドリー子午線 |
| グリニッジ                                 | 西経0度00分00.00秒 | IERS基準子午線         | |
| パリ                                       | 東経2度20分14.025秒 | パリ子午線             | |
| ブリュッセル                               | 東経4度22分4.71秒 |                        | |
| アントウェルペン                           | 東経4度24分 | アントウェルペン子午線 | メルカトルが使用 |
| アムステルダム                             | 東経4度53分 |                        | 西教会を通過する経線。1909年から1937年まで、オランダの公式の時間を定義するのに使用された。 |
| ベルン                                     | 東経7度26分22.5秒 |                        | |
| ピサ                                       | 東経10度24分 |                        | |
| オスロ（クリスチャニア）                   | 東経10度43分22.5秒 |                        | |
| フィレンツェ                               | 東経11度15分 | フィレンツェ子午線     | ペテルス世界地図で使用。対蹠地（地球の反対側）はベーリング海峡を通る。 |
| ローマ                                     | 東経12度27分08.4秒 | モンテマリオの子午線   | |
| コペンハーゲン                             | 東経12度34分32.25秒 |                        | ラウンドタワーの経度 |
| ナポリ                                     | 東経14度15分 |                        | [ 38 ] |
| ストックホルム                             | 東経18度03分29.8秒 |                        | ストックホルム天文台の経度 |
| ワルシャワ                                 | 東経21度00分42秒 | ワルシャワ子午線       | |
| オラデア                                   | 東経21度55分16秒 |                        | |
| アレクサンドリア                           | 東経29度53分 |                        | [ 39 ] |
| サンクトペテルブルク                       | 東経30度19分42.09秒 | プルコヴォ子午線       | プルコヴォ天文台の経度 |
| ギザの大ピラミッド                         | 東経31度08分03.69秒 |                        | 1884年 |
| エルサレム                                 | 東経35度13分47.1秒 |                        | 聖墳墓教会のドームの経度 |
| メッカ                                     | 東経39度49分34秒 |                        | メッカ時間 |
| ウッジャイン                               | 東経75度47分 |                        | 4世紀からインドの天文や暦に使用 |
| 京都                                       | 東経135度74分 |                        | 1779年から1871年まで日本の地図や暦で使用。中京区西月光町の京都改暦所を通る経線。 明治初年当時はグリニッジ基準で東経135度46分15秒と換算 |
| 東京                                       | 東経139度45分10秒（当時の換算） |                        | 1878年から1882年まで内務省が使用。赤坂区溜池葵町の内務省地理局測量課を通る経線。 |
| 東京                                       | 東経139度45分46秒（当時の換算） 東経139度45分17.0秒（1885年） |                        | 1882年から1886年まで内務省が使用。江戸城天守台を通る経線。1885年に内務省と海軍とで経度を統一した際にグリニッジ換算値を変更。 |
| 東京                                       | |                        | 明治初期に内務省が地図で使用。江戸城富士見櫓を通る経線。 |
|                                            | 180度 |                        | グリニッジ子午線の反対側。1884年10月13日の国際子午線会議でサンドフォード・フレミングが提案した。 |

## 他の天体の本初子午線
地球と同様に、他の天体の本初子午線も人為的に決められたものである。クレーターのような目立つ目標物はよく本初子午線に設定される。また、磁場に基づいて決められることもある。
- 月の本初子午線は、地球に向かっている面の中心に設定されている。ブルース（英語版）クレーターの近くを通過する。
- 太陽の日面座標系は2通りある。1つはキャリントン日面座標系で、1853年11月9日に地球から見える太陽の中心を通る子午線を本初子午線とする。この日はリチャード・キャリントンが黒点の観測を始めた日である。もう1つはストニーハースト日面座標系（英語版）である。
- 水星の場合、クレーターのひとつフン・カルの経度を「西経20度」と定義し、これを基準に本初子午線が設定されている。
  - また、水星の経度は全て西経のみ（西経0度～359度）で表示され、東経は用いられない。
- 金星の本初子午線は、アリアドネ・クレーターの中央の丘によって定義されている[42]。
- 火星の本初子午線は、エアリー0クレーターによって定義されている。
- 木星にはいくつかの座標系がある。それは、外側から見える木星の雲の表面が、緯度によって違う速度で周回しているためである[43]。木星が、地球のような座標系を可能にする固体の表面を持っているかどうかは、わかっていない。天文学者は、南北部分の中緯度に当る領域での大気の動きに基づいたシステムII座標や、惑星磁気の回転に基づくシステムIII座標を使用している。
- 土星の衛星タイタンは、地球の月と同様に常に同じ面を土星に向けているため、地球の月と同じく土星に向けている面の中央を経度0度としている。
- イトカワは、ブラックボルダーと呼ばれる黒い岩塊を経度0としている。